# مقاطعة نيوهانوفر (كارولاينا الشمالية)
مقاطعة نيوهانوفر (بالإنجليزية: New Hanover County)‏ هي إحدى مقاطعات ولاية كارولاينا الشمالية في الولايات المتحدة الأمريكية. مركز المقاطعة أو مقعدها هي مدينة ويلمينغتون. تأسست هذه المقاطعة سنة 1729.أصل هذه المقاطعة يأتي من: مقاطعة كريفين.

## أعلام
- جيمس مور
- ألفريد مور